# Мирјана Лехнер Драгић
Мирјана Лехнер Драгић (Београд, 28 јул 1936.) српска је уметница. Академију примењених уметности је завршила 1963. Члан је УЛУПУДС-а од 1970. Статус слободног уметника има од 1965. Бавила се илустровањем, опремом књига, ликовно-педагошким радом и сликањем. Била је спољни сарадник Археолошког музеја Србије, Завода за заштиту културних споменика Новог Сада, Завода за заштиту културних споменика Југославије, Музеја града Београда, Војвођанског музеја, Музеја у Сремској Митровици и Одељења за археологију Филозофског факултета у Београду

### Значајније изложбе после  2000. године
- 2002 — Београд,. Галерија Сингидунум, „Чипке моје тетке”, „Њих не смемо заборавити”, „Синагоге”
- 2002 — Софија, ЕСПЕРАНСА 2002, промоција Јеврејског календара-каталога
- 2006 и 2007 — „Синагога као уметничко наслеђе” у Зрењанину и Панчеву
- 2008 и 2009 — „Сарајевска Хагада као инспирација” галерија СКЦ Нови Београд и Народни музеј Ужице
- 2011 — Кућа Ђуре Јакшића, „Пут ка светлости”
- 2011 — Народни музеј Београд, „Сарајевска Хагада као инспирација и синагоге”
- 2012 — Центар за културу Калдово, „Нада је заувек остала на Дунаву”
- 2012 — Народни музеј у Зрењанину, „Нада је заувек остала на Дунаву” и „Пут ка обећаној земљи”
- 2014 — Центар за културу Калдово, „Дуна и легенде”
- 2016 — Дом Слободишта Крушевац, „Мајка дете и жена - жена хероина”
- 2017 и 2018 — „Њих не смемо заборавити”, галерија СКЦ Нови Београд, Јеврејска општина Нови Сад и Центар за културу Пожаревац

Што се тиче групних изложби учествовала је на: Златно перо, Октобарски салон, Мајски салон, Цртежи и мала пластика, Мали формат, Традиционално-модерно итд.

## Спљашње везе
- Званичан веб-сајт породице Лехнер